# Michael Stich
Michael Detlef Stich (n. 18 octombrie 1968, Pinneberg, a copilărit în Elmshorn, Schleswig-Holstein) este un fost jucător de tenis, campion olimpic german. El a câștigat în total 18 turnee la tenis individual, printre care la Wimbledon și a câștigat la dublu 10 titluri la Campionatele ATP.  Între anii 1992 - 2003, Michael a fost căsătorit cu actrița Jessica Stockmann.

## Turnee câștigate (28)

### La simplu (18)
| Legendă            |
| Grand Slam (1)     |
| Campionat ATP (1)  |
| Masters Series (2) |
| ATP Tour (14)      |

| Victorii pe teren |
| zgură (4)         |
| gazon(4)          |
| nisip (3)         |
| moale (7)         |

| Nr. | Data                | Turneu                | Teren | Finala jucată cu           | Rezultat                |
| 1.  | 4. -martie 1990     | Memphis               | zgură | Australia                  | 6:7, 6:4, 7:6           |
| 2.  | 7. -iulie 1991      | Wimbledon             | gazon | Germania                   | 6:4, 7:6, 6:4           |
| 3.  | 21. -iulie 1991     | Stuttgart Outdoor     | nisip | Argentina                  | 1:6, 7:6, 6:4, 6:2      |
| 4.  | 25. -august 1991    | Schenectady           | zgură | Spania                     | 6:2, 6:4                |
| 5.  | 20. -octombrie 1991 | Wien                  | moale | Țările de Jos              | 6:4, 6:4, 6:4           |
| 6.  | 14. -iunie 1992     | Rosmalen              | gazon | Statele Unite ale Americii | 6:4, 7:5                |
| 7.  | 13. -decembrie 1992 | Grand Slam Cup        | moale | Statele Unite ale Americii | 6:2, 6:3, 6:2           |
| 8.  | 21. -februarie 1993 | Stuttgart Indoor      | moale | Țările de Jos              | 4:6, 7:5, 7:6, 3:6, 7:5 |
| 9.  | 9. -mai 1993        | Hamburg               | nisip | Rusia                      | 6:3, 6:7, 7:6, 6:4      |
| 10. | 13. -iunie 1993     | London / Queen's Club | gazon | Africa de Sud              | 6:3, 6:4                |
| 11. | 3. -octombrie 1993  | Basel                 | zgură | Suedia                     | 6:4, 6:7, 6:3, 6:2      |
| 12. | 31. -octombrie 1993 | Stockholm             | moale | Croația                    | 4:6, 7:6, 7:6, 6:2      |
| 13. | 21. -noiembrie 1993 | ATP-Weltmeisterschaft | moale | Statele Unite ale Americii | 7:6, 2:6, 7:6, 6:2      |
| 14. | 27. -februarie 1994 | Rotterdam             | moale | Africa de Sud              | 4:6, 6:3, 6:0           |
| 15. | 1. -mai 1994        | München               | nisip | Cehia                      | 6:2, 2:6, 6:3           |
| 16. | 19. -iunie 1994     | Halle (Westfalen)     | gazon | Suedia                     | 6:4, 4:6, 6:3           |
| 17. | 6. -august 1995     | Los Angeles           | zgură | Suedia                     | 6:7, 7:6, 6:2           |
| 18. | 25. -februarie 1996 | Antwerpen             | moale | Croația                    | 6:3, 6:2, 7:6           |